# プログレスM-09M
プログレスM-09M (ロシア語: Прогресс М-09М)はロシア連邦宇宙局が2011年1月に国際宇宙ステーション(ISS)の補給のために打ち上げたプログレス補給船。NASAではProgress 41、41Pなどとも称する。プログレス-M 11F615A60型であり、シリアル番号は409番。RKKエネルギアが製造し、ロシア連邦宇宙局が運用。第26次長期滞在中にISSに到着し、第27次長期滞在の間にISSから離脱した。

## 運用

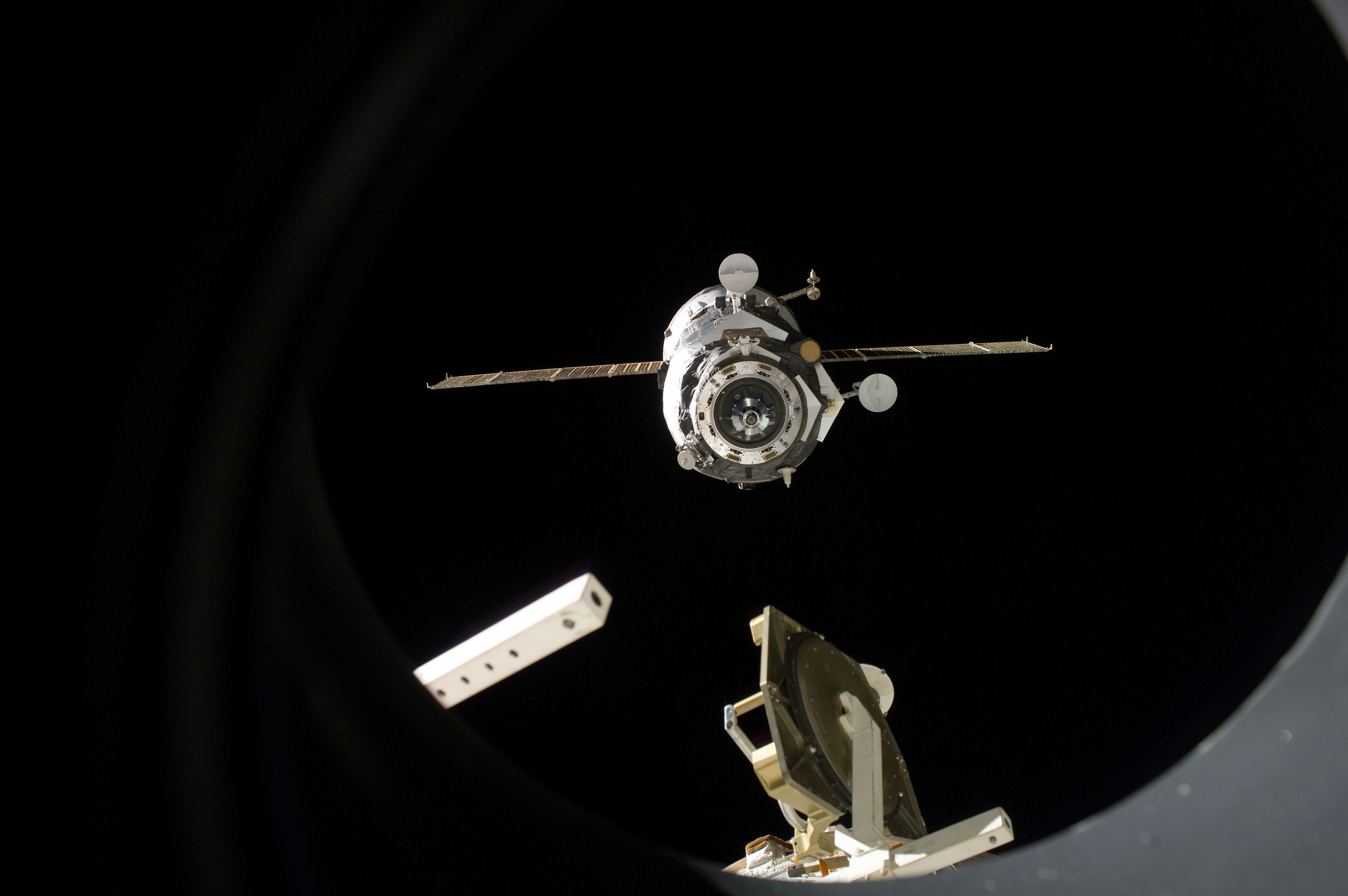
ISSから離脱するM-09M、2011年4月22日

プログレスM-09Mは2011年1月28日1時31分39秒(UTC)にバイコヌール宇宙基地1/5発射台から打ち上げられた。打ち上げはソユーズ-Uで行われ、プログレスは近地点193.5km、遠地点254.6km、傾斜角51.65度の低軌道に投入された。プログレスはその後軌道を上昇させ、ISSとのランデブーのための制御が行われた。2011年1月30日の2時39分(UTC)にISSに到着し、ピアースの天底側にドッキングした。
プログレスM-09Mは2011年4月22日11時41分(UTC)にピアースからドッキングを解除され、ステーション離脱後、プログレスの推進噴射で発生するプラズマの反射特徴を調査するレーダープログレス科学実験が行われた。この実験の完了後、M-09Mは南太平洋上の宇宙機の墓場の上空で再突入し、破壊された。軌道離脱噴射操作は2011年4月26日に行われ、13時23分(UTC)ごろ洋上に落下したとされる。

## 貨物
プログレスM-09Mは2666kgの貨物を搭載しており、この凹地1444kgがドライカーゴ、752kgが燃料系、50kgが酸素、420kgが水であった。搭載された燃料は250kgが軌道補正のための上昇と下降などドッキング中の軌道上での操作噴射のために残されており、残りの502kgはステーションの燃料補充に充てられた。
ドライカーゴには酸素・水供給系と熱制御系の部品が含まれており、ハードウェア制御・ステーション電気通信系などの装置類も積まれていた。また、ステーションでの科学実験用物品147kgも積まれていた。搭乗員用の食料、医療、衛生用品、書類やコンスタンチン・ツィオルコフスキーの本やステーション司令のスコット・ケリーへの誕生日プレゼントなどの個人用品なども搭載されていた。
また、ケドルと呼ばれる小型衛星が輸送された。これはアマチュア衛星であり、2月16日の船外活動中に宇宙に送り出された。衛星はRKKエネルギアが運用し、宇宙服衛星計画の一部として行われた。ボストーク1号計画の50周年記念を意図して行われた。

### 目録
合計貨物質量は2666kgだった
| 品目                                                                                                  | 重量 (kg) |
| --- | --------- |
| ISSに必要な推進系タンクの燃料                                                                         | 250       |
| 補充系タンクの燃料                                                                                    | 502       |
| 酸素                                                                                                  | 50        |
| ロドニック系タンクの水                                                                                | 420       |
| 貨物室の物品                                                                                          | 1444      |
| ガス供給系                                                                                            | 7         |
| 水供給系                                                                                              | 106       |
| 熱制御系                                                                                              | 9         |
| 搭載機材制御系                                                                                        | 4         |
| 電力供給系                                                                                            | 77        |
| テレメトリデータ系 (BITS2-12)                                                                         | 1         |
| 装置類の維持修理                                                                                      | 4         |
| 衛生清潔用品                                                                                          | 71        |
| 食料・食材コンテナ                                                                                    | 222       |
| 医療用品、リネン類、個人用衛生用品、予防薬など                                                        | 106       |
| ロシア人クルーの機材                                                                                  | 138       |
| フォトン・ガンマ、タイポロジー、SVCh-放射測定器、生分解、ケドル衛星などの科学実験機材とその他実験用品 | 147       |
| 搭載書類ファイル、乗組員への支給品、ビデオ・写真機器など                                              | 23        |
| MRM-1ハードウェア                                                                                     | 16        |
| Soyuz TMA-Mハードウェア                                                                               | 2         |
| SM-ハードウェア                                                                                       | 2         |
| MRM-2-ハードウェア                                                                                    | 5         |
| FGB-ハードウェア                                                                                      | 140       |
| US軌道セグメント機材                                                                                  | 371       |

## 註
1. ↑  McDowell, Jonathan. “Satellite Catalog”. Jonathan's Space Page. 2013年11月30日閲覧。
2. 1 2 3  “Progress M-09M Cargo Supplies”.   Russian Federal Space Agency (2011年1月29日). 2011年1月29日閲覧。
3. ↑  “ISS On-Orbit Status”.   NASA (2011年1月28日). 2011年1月29日閲覧。
4. ↑  “ISS On-Orbit Status”.   NASA (2011年1月30日). 2011年2月10日閲覧。
5. ↑  Ray, Justin (2011年1月27日). “Russia launches another cargo ship to space station”.   Spaceflight Now. 2011年1月29日閲覧。
6. ↑  NASA (2011年4月23日). “NASA ISS On-Orbit Status 22 April 2011”.   SpaceRef. 2011年4月27日閲覧。
7. ↑  “Progress M-09M Departed from the ISS”.   Russian Federal Space Agency (2011年4月22日). 2011年4月27日閲覧。
8. ↑  RIA Novosti, "Russia's Progress M-09M Spacecraft To Be Sunk In Pacific", 26 April 2011.
9. ↑  “Progress M-09M was Sunk in the Pacific”.   Russian Federal Space Agency (2011年4月26日). 2011年4月27日閲覧。
10. 1 2  Harding, Pete (2011年1月27日). “Progress M-09M launches to stowage-laden ISS”.   NASASpaceflight.com. 2011年1月29日閲覧。
11. ↑  “Kedr Smallsat Launched on Progress for Deployment by a Cosmonaut During EVA”.   SpaceRef (2011年1月28日). 2011年1月29日閲覧。
12. ↑  Russian Federal Space Agency (2011年1月29日). “Progress M-09M Cargo Supplies”. 2011年2月4日閲覧。